# Fontaine-l'Évêque
Fontaine-l'Évêque (en való Fontinne-l'-Eveke) és un municipi belga de la província d'Hainaut a la regió valona. Comprèn les localitats de Leernes i Forchies-la-Marche. Limita amb Courcelles i Chapelle-lez-Herlaimont, al nord, amb Charleroi, a l'est, Anderlues a l'oest i amb Gozée al sud.

## Agermanaments
- Zografou